# Het Hoogeland (Medemblik)
Het Hoogeland (West-Fries:  't Hougland) is een buurtschap en weg in de gemeente Medemblik, in de Nederlandse provincie Noord-Holland. De plaats wordt soms ook wel geschreven als  't Hoogeland of Het Hogeland, zoals de weg ook wel wordt benoemd. Het Hoogeland moet niet worden verward met de streek Hogeland, in de provincie Groningen die ook wel als het Hoogeland wordt geschreven.
De buurtschap is gelegen aan de zijweg die gelegen is aan Oosterstraat in het dorp Benningbroek, de buurtschap valt ook formeel onder dit dorp. Tot 1 januari 1979 behoorde het tot de gemeente Sijbekarspel en van 1979 tot 2007 behoorde het tot de gemeente Noorder-Koggenland, waarin de gemeente Sijbekarspel was opgegaan.
De plaatsnaam is afgeleid aan het feit dat de buurtschap is gelegen in het gebied dat wordt aangeduid als Hooge Landen die onder Benningbroek en Sijbekarspel is gelegen. Dit zijn landerijen die van oorsprong hoge ligging van de grond in vergelijking met de omringde landerijen.